# Republika Kuby (1902–1959)
Republika Kuby – państwo historyczne na wyspie Kuba, istniejące w latach 1902–1959.

## Historia
Państwo zostało proklamowane 20 maja 1902 roku. W 1906 Stany Zjednoczone przeprowadziły interwencję zbrojną, która zakończyła okupacją trwającą 2,5 roku. Podczas I wojny światowej Kuba walczyła po stronie ententy. Po krótkotrwałym załamaniu w przemyśle cukrowym w wyniku „rewolty sierżantów” ówczesny prezydent Gerardo Machado został obalony a władzę w kraju zdobył Fulgencio Batista. W 1934 Kuba zawarła układ z USA anulujący poprawkę Platta. W roku 1940 Batista, będący szefem sztabu, został prezydentem. Od 1941 r. Kuba brała symboliczny udział w koalicji antyfaszystowskiej. Zaostrzenie w czasach zimnej wojny, wewnętrzna walki polityczna i załamanie gospodarcze zmusiło Batistę w 1952 do dokonania, przy wsparciu armii, kolejnego zamachu stanu, który zalegalizował w wyborach zbojkotowanych przez opozycję w roku 1954. Jego rządy obaliła w latach 1956–1959 Rewolucja kubańska, wobec której władzę przejęła zbrojna opozycja w postaci Ruchu 26 Lipca na czele z Fidelem Castro.